# أتغاغت (فزوان)
أتغاغت هي إحدى مشيخات المملكة المغربية، تتبع جغرافيا لإقليم بركان وإداريًا لفزوان. يقدر عدد سكانها بـ 1591 نسمة حسب الإحصاء الرسمي للسكان والسكنى لسنة 2004.